# Amargosa
Amargosa é um município brasileiro do estado da Bahia localizado na região do Vale do Jiquiriçá e na Microrregião de Jequié. Sua população, conforme estimativa do IBGE em 2024, era de 38 478 habitantes. O município tem como um de seus mais ilustres personagens Pedro Calmon, que foi muito importante para o desenvolvimento da cidade. A padroeira é a Nossa Senhora do Bom Conselho.

## História
Onde hoje se localiza o município de Amargosa habitavam os grupos indígenas Sapuyás e Camurus, posteriormente denominados Kariris por motivos linguísticos.
Antes de sua fundação como cidade, Amargosa foi território do município de Santa Terezinha até o final do século XIX, quando a resolução provincial nº 1.726 de 21 de abril de 1877 criou a Vila Nossa Senhora do Bom Conselho das Amargosas.
O local foi nomeado em homenagem à Padroeira da cidade, Nossa Senhora do Bom Conselho, enquanto as amargosas faziam referência às pombas amargas que eram consumidas na região. A vila Nossa Senhora do Bom Conselho se tornou cidade no dia 19 de junho de 1891, com seu nome reduzido para Amargosa.

## Educação
Amargosa possui um campus da Universidade Federal do Recôncavo da Bahia (UFRB), 35 escolas municipais, 3 escolas estaduais e um centro de artes, a Casa do Duca.

## Geografia

### Clima
O clima em Amargosa tem grande variação, abrangendo o úmido, úmido-subúmido, subúmido-semiárido e semiárido. As temperaturas variam de 15 °C no inverno a 26 °C nas estações mais quentes.
| Dados climatológicos para Amargosa                                                              | Dados climatológicos para Amargosa | Dados climatológicos para Amargosa | Dados climatológicos para Amargosa | Dados climatológicos para Amargosa | Dados climatológicos para Amargosa | Dados climatológicos para Amargosa | Dados climatológicos para Amargosa | Dados climatológicos para Amargosa | Dados climatológicos para Amargosa | Dados climatológicos para Amargosa | Dados climatológicos para Amargosa | Dados climatológicos para Amargosa | Dados climatológicos para Amargosa |
| Mês                                                                                             | Jan                                | Fev                                | Mar                                | Abr                                | Mai                                | Jun                                | Jul                                | Ago                                | Set                                | Out                                | Nov                                | Dez                                | Ano                                |
| ----------------------------------------------------------------------------------------------- | ---------------------------------- | ---------------------------------- | ---------------------------------- | ---------------------------------- | ---------------------------------- | ---------------------------------- | ---------------------------------- | ---------------------------------- | ---------------------------------- | ---------------------------------- | ---------------------------------- | ---------------------------------- | ---------------------------------- |
| Temperatura máxima recorde (°C)                                                                 | 34,4                               | 34,3                               | 34,1                               | 33,5                               | 32,4                               | 30                                 | 30,5                               | 32,3                               | 33,7                               | 34,9                               | 34,9                               | 33,9                               | 34,9                               |
| Temperatura máxima média (°C)                                                                   | 28,7                               | 29,3                               | 29                                 | 27                                 | 25                                 | 23,3                               | 22,8                               | 23,4                               | 25                                 | 27                                 | 27,8                               | 28,3                               | 26,4                               |
| Temperatura média (°C)                                                                          | 22,1                               | 22,5                               | 22,2                               | 21                                 | 19,6                               | 18,4                               | 17,8                               | 17,6                               | 18,8                               | 20,7                               | 21,5                               | 20,4                               | 20,3                               |
| Temperatura mínima média (°C)                                                                   | 15,6                               | 16                                 | 16,1                               | 15,4                               | 13,9                               | 12,2                               | 11,3                               | 11,2                               | 12,3                               | 14,2                               | 15,1                               | 15,4                               | 14,1                               |
| Temperatura mínima recorde (°C)                                                                 | 13,1                               | 12,1                               | 13,7                               | 11,6                               | 8,2                                | 8,1                                | 6                                  | 8,6                                | 8,8                                | 10,1                               | 10,1                               | 12                                 | 6                                  |
| Chuva (mm)                                                                                      | 95,4                               | 76,8                               | 87                                 | 55,4                               | 19                                 | 23,2                               | 21,6                               | 14,6                               | 21,5                               | 49,7                               | 132,5                              | 129,7                              | 717,4                              |
| Umidade relativa (%)                                                                            | 73,2                               | 69,1                               | 81,3                               | 83,8                               | 81,8                               | 84,7                               | 81,3                               | 78,4                               | 77,9                               | 70,1                               | 72,1                               | 76,3                               | 77,5                               |
| Fonte: Instituto Nacional de Meteorologia (recordes de temperatura: período entre 1976 e 2013). |                                    |                                    |                                    |                                    |                                    |                                    |                                    |                                    |                                    |                                    |                                    |                                    |                                    |
| Fonte 2: Departamento de Ciências Atmosféricas (médias climatológicas de 1911 a 1980).          |                                    |                                    |                                    |                                    |                                    |                                    |                                    |                                    |                                    |                                    |                                    |                                    |                                    |

### Sismos
Na manhã do dia 30 de agosto de 2020, Amargosa foi surpreendida por um terremoto. Na cidade, o sismo teve magnitude 4,2 na escala Richter e não ocasionou nenhum grande dano estrutural. Na madrugada do dia seguinte, um novo terremoto de magnitude 3,5 atingiu novamente a cidade.

## Economia
As principais atividades econômicas e produtos são: pecuária, laticínios, caju, café, banana, mandioca, comércio, indústria calçadista e turismo.
Durante o século XIX Amargosa se destacava como um importante polo de cafeicultura no Estado da Bahia, sendo conhecida como a pequena São Paulo. Entretanto, com a crise de 1929 e seus efeitos globais, a cultura do café entrou em declínio, causando uma estagnação econômica na cidade de Amargosa. Entretanto, a cidade ainda produz e exporta café.
Por causa de sua importância regional no passado, Amargosa chegou a ser estudada pelo Professor Milton Santos, considerado o maior geógrafo do Brasil.
Atualmente, a economia de Amargosa é concentrada no comércio e na agropecuária. A cidade possui um shopping center com três salas de cinema e um ponto SAC, atraindo visitantes de cidades circunvizinhas.
O turismo de Amargosa é uma outra atividade importante para a cidade principalmente durante o mês de junho, quando acontece a festa de São João. Durante os festejos juninos, a cidade arrecada cerca de 30 milhões de reais e recebe mais de 200 mil turistas, o que faz da festa de São João uma das principais fontes de receita do município.
Em Amargosa há uma fábrica de calçados da empresa Ferracini com mais de 1.200 funcionários que produzem 10 mil pares de sapatos por dia.